# بخش داتیا
بخش داتیا (به انگلیسی: Datia district) یک منطقهٔ مسکونی در هند است که در Gwalior division واقع شده‌است. بخش داتیا ۲٬۹۰۲ کیلومتر مربع مساحت و ۷۸۶٬۷۵۴ نفر جمعیت دارد.